# Loi sur l'indépendance de Trinité-et-Tobago
La loi sur l'indépendance de Trinité-et-Tobago est une loi du Parlement du Royaume-Uni qui accorde l'indépendance à Trinité-et-Tobago. Elle prend effet le 31 août 1962.
À cette date, Trinité-et-Tobago est devenue un pays indépendant des Antilles en obtenant son indépendance du Royaume-Uni.

## Contexte de la promulgation
Le projet de loi a été présenté pour la première fois à la Chambre des communes le 4 juillet 1962 sous le nom Projet de loi sur l'indépendance de Trinité-et-Tobago par le secrétaire d'État aux Colonies, Reginald Maudling. Il a été adopté par la Chambre des communes après une troisième lecture le 6 juillet 1962, sans amendement. Il est entré à la Chambre des lords le 9 juillet 1962 et a été lu par George Petty-Fitzmaurice (ministre d'État aux Affaires coloniales) le 16 juillet 1962. Il a été adopté à la Chambre des Lords le 26 juillet 1962 sans aucun amendement.
Le projet de loi a reçu la sanction royale le 1er août 1962 de la part de la reine Élisabeth II.

## Contenu
Les principales parties de la loi sont :
- Section 1 - Cession de responsabilité au Royaume-Uni
- Section 2 - Effets sur la citoyenneté et la nationalité britannique (cette section a ensuite été abrogée par le British Nationality Act 1981)
- Première annexe - Accorde des pouvoirs législatifs au Parlement de Trinité-et-Tobago